# صومعة زرين (سراب)
صومعة زرين هي قرية في مقاطعة سراب، إيران. عدد سكان هذه القرية هو 111 في سنة 2006.